# 正式记录员
在棒球比賽中，正式紀錄員指由聯盟指定，是指在指定的位置內（通常為本壘板，後擋網內的記錄員席）負責記錄場上賽事的人員；並負責將比賽的官方得分記錄送回聯盟辦公室。除了記錄場上的事件，例如每個擊球員者上壘的原因和任何跑壘員的情況，正式紀錄員還負責做出某些不影響比賽進展的判斷，例如關於守備失誤、野手選擇與安打的分辨，或者暴投與捕逸的區分等等。該記錄用於每個球員和球隊的統計數據。而得分是正式紀錄員比賽記錄的總結 。
在美國職業棒球大聯盟(MLB)，最初是由報紙作家負責此工作。隨著棒球運動員統計數據重要性的增加，球隊開始向報紙作家施壓，要求他們在主場比賽中為球員做出有利的紀錄，許多教練、球員和作家都認為主隊得分紀錄存在偏袒。與偏見或記錄錯誤相關的爭議導致了對重要棒球記錄的質疑，包括幾名無安打打者和喬·迪馬喬的 連續56場連續安打記錄1941年。到1979年，由於利益衝突問題，許多主流報紙決定禁止他們的作家在棒球比賽中負責記錄工作，1980 年MLB開始聘請獨立的官方記分員。
自1980年以來，有人建議進行一些改革以提高官方評分員的表現。2001年，MLB成立了一個評分委員會來審查他們的表現，到2008年，該委員會有權推翻評分決定。評分委員會在2009賽季3次使用此權限。2006年，一項學術研究似乎證實了歷史上在得分決定中存在主隊偏見，但這種可證實的偏見在1979年之後有所減少。
1. ↑   [official recorder]. 2021-06-01  [2022-06-23]. （原始内容存档于2022-06-23） （中文）.